# Latreutes parvulus
Latreutes parvulus är en kräftdjursart som först beskrevs av William Stimpson 1866.  Latreutes parvulus ingår i släktet Latreutes och familjen Hippolytidae. Inga underarter finns listade i Catalogue of Life.